# Marko Vasiljević (ljetopisac)
Marko Vasiljević (Vasiljevo Polje kod Modriče, 17. stoljeće - ?) bio je hrvatski i bosanskohercegovački ljetopisac. O njegovu životu i djelovanju do izbora za provincijala na provincijskom kapitulu u Fojnici 25. kolovoza 1675. pouzdano se ništa ne zna.

## Djela
- Oko godine 1674. počeo je pisati Ljetopis, koji je djelomično sačuvan u prijepisu bosančicom fra Nikole Gojaka (čuva se u makarskom samostanu), koji je kasnije Jelenić objavio u Glasniku Zemaljskog muzeja, a potom i posebno.